# Commiphora edulis
Commiphora edulis is een soort uit de familie Burseraceae. Het is een struik of kleine boom die een groeihoogte bereikt van 2 tot 10 meter.
De soort staat op de Rode Lijst van de IUCN geklasseerd als 'niet bedreigd'.
De soort komt voor in oostelijk en zuidelijk Afrika, van Tanzania tot in de Zuid-Afrikaanse provincie Limpopo. Hij groeit daar in gebieden met bladverliezend struikgewas op hoogtes van 450 tot 1500 meter. Verder groeit de soort ook in struwelen of gemengde bossen in de hetere en drogere gebieden van zuidelijk Afrika.
De boom levert hars en hout en wordt in het wild geoogst voor lokaal gebruik als voedsel of medicijn. Een aftreksel van de schors wordt gebruikt voor de behandeling van malaria. Een gomhars wordt verkregen door takken af te snijden. De melkachtige hars heeft een tamelijk welriekende geur en is schaars en soms overvloedig aanwezig. Het kan worden gebruikt als lijm om veren op pijlen te bevestigen. Verder is het hout een goede brandstof en door middel van wrijving kunnen takken gebruikt worden om vuur te maken.
... 
C. africana · 
C. caudata · 
C. gileadensis · 
C.  guidottii · 
C. kataf · 
C. myrrha · 
C. simplicifolia · 
C. wightii · 
C. wildii
...